# Escola de Carnegie
A Escola Carnegie (Carnegie School) é uma escola de pensamento econômico originalmente formada na Escola de Graduação de Automação Industrial (Graduate School of Industrial Administration - GSIA), a atual Escola de NEgócios Tepper, do Instituto de Tecnologia Carnegie, a atual Universidade Carnegie Mellon, especialmente durante as décadas de 1950 a 1970. O corpo docente da Escola de Pós-Graduação em Administração Industrial é conhecido por formular dois conceitos "aparentemente incompatíveis" conceitos: racionalidade limitada e expectativas racionais. A racionalidade limitada foi desenvolvida por Herbert A. Simon, juntamente com James March, Richard Cyert e Oliver Williamson. As expectativas racionais foram desenvolvidas por John F. Muth e posteriormente popularizadas por Robert Lucas Jr., Thomas Sargent, Leonard Rapping e outros. 
Dependendo do autor e do contexto, o termo "Carnegie School" pode referir-se a ambos os ramos ou apenas ao ramo da racionalidade limitada, às vezes com o qualificador "Escola Carnegie de teoria organizacional". O ponto em comum entre os dois ramos é o uso de técnicas de otimização dinâmica e previsão derivado da teoria da produção e do uso inicial de computadores para resolver problemas de planejamento e otimização. Juntamente com outras universidades, principalmente do Meio-Oeste, o ramo das expectativas racionais é considerado parte da economia da água doce, enquanto o ramo da racionalidade limitada foi creditado por originar a noção de economia da organização e economia comportamental. 

## Histórico e pensamento
A Escola de Pós-Graduação em Administração Industrial (GSIA) do Instituto de Tecnologia Carnegie (CIT) em Pittsburgh, Pensilvânia, foi fundada no final da década de 1940, após receber uma bolsa de William Larimer Mellon Sr. O Instituto de Tecnologia Carnegiejá produzido. Isto substituiu uma tentativa inicial de “reiniciar” o departamento de economia, que havia caducado durante a Segunda Guerra Mundial. O reitor fundador foi George Leland Bach, e entre os primeiros professores contratados estavam William W. Cooper e Herbert A. Simon. Outros primeiros nomeados incluíram Abraham Charnes, Richard Cyert, James G. March, Franco Modigliani e Merton Miller. A Escola de Pós-Graduação em Administração Industrial  foi criada como uma escola de negócios com "novo visual", indo além do método de ensino baseado em casos popularizado pela Escola de Negócio de Harvard para incorporar métodos científicos de gestão. A faculdade de economia foi incorporada à escola de negócios. 
As ideias principais da Escola Carnegie, também conhecida como a Escola de Teoria Organizacional de Carnegie, estão enraizadas na teoria organizacional e na gestão. Essa abordagem foi desenvolvida por pesquisadores como Herbert A. Simon, James G. March e Richard Cyert A Escola Carnegie destacou a importância da tomada de decisão nas organizações. Os pesquisadores argumentaram que as decisões organizacionais eram frequentemente tomadas sob condições de incerteza e que as organizações operam com informações limitadas. Contrariando a visão da racionalidade completa, a Escola Carnegie introduziu o conceito de "racionalidade limitada". Isso significa que, devido à complexidade do ambiente e à quantidade de informações disponíveis, os tomadores de decisão nas organizações geralmente tomam decisões que são boas o suficiente, em vez de ótimas. 
A Escola Carnegie enfatizou o papel do aprendizado organizacional na adaptação. As organizações são vistas como entidades que aprendem com a experiência, ajustando-se e modificando suas decisões e comportamentos com base no feedback recebido do ambiente. Em vez de conceber a tomada de decisão como um processo único e linear, a Escola Carnegie propôs que muitas decisões eram tomadas de forma incremental ao longo do tempo. As organizações, portanto, aprendem e ajustam suas decisões gradualmente. A escola destacou a importância das rotinas organizacionais e dos procedimentos estabelecidos. Muitas decisões são tomadas com base em padrões preexistentes e práticas organizacionais padronizadas. Os pesquisadores da Escola Carnegie argumentaram que as organizações são compostas por membros com objetivos individuais divergentes. A integração desses objetivos, muitas vezes através de compromissos, é crucial para a coesão organizacional. 

## Finalidade
O foco da pesquisa estava no comportamento organizacional e na aplicação da análise de decisão, ciência da gestão e psicologia, bem como teorias como a racionalidade limitada para a compreensão da organização e da empresa, pois o que é surpreendente em Carnegie é que ele uniu duas vertentes de pesquisa fundamentais e aparentemente incompatíveis. Um deles tratava de racionalidade limitada, teoria organizacional e economia comportamental. Os principais membros desse grupo foram Herbert Simon, Richard Cyert e James March. A segunda vertente tratava de expectativas racionais e mercados eficientes. Os membros desse grupo incluem Franco Modigliani (…), John Muth, Merton Miller e Allan Meltzer, aos quais se juntarão mais tarde Robert Lucas (…), Thomas Sargent (…) e Edward Prescott (Oliver Williamson). 

## Pessoas
O corpo docente da GSIA com contribuições notáveis em suas áreas incluiu posteriormente Prêmios Nobel em Ciências Econômicas Herbert A. Simon (1978), Franco Modigliani (1985), Merton Miller ( 1990), Robert Lucas Jr (1995), Edward C. Prescott & Finn E. Kydland (em conjunto em 2004) e Lars Peter Hansen ( 2013). Além disso, os ganhadores do Prêmio Nobel Oliver Williamson (2009) e Dale Mortensen (2010) frequentou o GSIA como Ph.D. estudantes. John F. Muth, embora fortemente favorecido para receber o Prémio pelo seu trabalho pioneiro sobre expectativas racionais, não foi incluído em 1995 ou em qualquer outro ano posterior. O ramo organizacional incluía James G. March juntamente com o posterior reitor da GSIA e presidente da universidade Richard Cyert e os estudantes de pós-graduação Oliver Williamson, William Starbuck e Victor Vroom. Vários vencedores posteriores do Prêmio Turing também tiveram suas raízes na GSIA, antes do Carnegie Mellon Escola de Ciência da Computação foi fundada em 1968. Entre eles estão Alan Perlis (1966, o ganhador inaugural), Raj Reddy (1994 , juntamente com Edward Feigenbaum (conjuntamente em 1975) e Herbert A. Simon & Allen Newell. 
A abordagem interdisciplinar contou com professores dos modernos departamentos de economia, negócios, ciência da computação, design, políticas públicas, psicologia, estatística e ciência de dados e ciências sociais e de decisão. Herbert Simon (1988) e seus colaboradores frequentes Abraham Charnes e William Cooper (ambos em 1982, juntamente com o físico Carnegie Richard J. Duffin) também receberam o Prêmio Teoria John von Neumann por suas contribuições pioneiras à pesquisa operacional e ciências de gestão. Estatístico Carlton E. Lemke (1978), conjuntamente com John Forbes Nash Jr., aluno de graduação da Carnegie), que escreveu sua dissertação na GSIA com Abraham Charnes, precedeu todos os quatro. 